# Тивдия (река)
Тивдия — река в России, протекает по территории Гирвасского сельского поселения Кондопожского района Карелии.

## Общие сведения
Берет своё начало из Хижозера на высоте 71 м над уровнем моря, впадает в озеро Сандал на высоте 62,6 м над уровнем моря. Длина реки — 3,6 км, площадь водосборного бассейна — 6330 км².
На левом берегу реки расположена одноимённая деревня.

## Фотографии
|  |  |

## Данные водного реестра
По данным государственного водного реестра России относится к Балтийскому бассейновому округу, водохозяйственный участок реки — Свирь (включая реки бассейна Онежского озера), речной подбассейн реки — Свирь (включая реки бассейна Онежского озера). Относится к речному бассейну реки Нева (включая бассейны рек Онежского и Ладожского озера).